# Município de Jefferson (condado de Greene, Ohio)
O município de Jefferson (em inglês: Jefferson Township) é um município localizado no condado de Greene no estado estadounidense de Ohio. No ano de 2010 tinha uma população de 1.254 habitantes e uma densidade populacional de 16,79 pessoas por km².

## Geografia
O município de Jefferson encontra-se localizado nas coordenadas 39° 35′ 12″ N, 83° 43′ 58″ O. Segundo a Departamento do Censo dos Estados Unidos, o município tem uma superfície total de 74.71 km², da qual 74,54 km² correspondem a terra firme e (0,22 %) 0,17 km² é água.

## Demografia
Segundo o censo de 2010, tinha 1.254 habitantes residindo no município de Jefferson. A densidade populacional era de 16,79 hab./km². Dos 1.254 habitantes, o município de Jefferson estava composto pelo 97,21 % brancos, o 0,24 % eram afroamericanos, o 0,08 % eram amerindios, o 0,08 % eram asiáticos, o 0,24 % eram de outras raças e o 2,15 % eram de uma mistura de raças. Do total da população o 0,64 % eram hispanos ou latinos de qualquer raça.